# Скрипниченко Георгій Сергійович
Георгій Сергійович Скрипниченко (12 листопада 1940, Миколаїв, Українська РСР — 12 серпня 2015, Мінськ, Білорусь) — білоруський художник.

## Біографія
Народився в сім'ї самобутнього художника. Після німецько-радянської війни родина переїхала в Слуцьк.
Відвідував ізостудію Володимира Садіна, з якої також вийшли відомі білоруські художники — брати Михайло та Володимир Басалига.
Після школи, 1961 року, вступив до Мінського художнього училища, яке закінчив у 1966 році. Бувши студентом, спробував себе в різних техніках і видах мистецтва — друкованій та книжковій графіці, акварелі, живописі. Під впливом російського символізму 1960-70 років, створив свої перші сюрреалістичні малярські роботи «Автопортрет з лимоном» та «Натюрморт з праскою», з якими 1965 року взяв участь у Всесоюзній виставці молодих художників в Художньому музеї. Твори викликали подив у представників офіційного мистецтва явним антагонізмом соцреалізму, за що Скрипниченка мало не виключили з навчального закладу. Ситуацію врятувало лише заступництво таких відомих білоруських педагогів, як Йосип Ейдельман, Ольгерд Малишевський і Леонід Щемельов.
З початку 1980-х років повністю присвятив себе живопису.